# Nemanja Stojić
Nemanja Stojić (serb. Немања Стојић; ur. 15 stycznia 1998 w Belgradzie) – serbski piłkarz grający na pozycji obrońcy, reprezentant Serbii. Uczestnik Mistrzostw Europy 2024.